# Angol labdarúgókupa
Az angol Football Association Challenge Kupa, általánosabb nevén FA-kupa a világ legrégebbi labdarúgó versenysorozata, 1872-ben alapították. Nevét  az angol labdarúgó szövetség (FA) után kapta.
A kiírásban minden osztály csapatai részt vesznek, így fennáll a lehetőség, hogy egy alsóbb osztályú csapat egy Premier League-ben szereplő csapatot búcsúztat a kupából. A 2008–09-es és 2009–10-es szezonra rekordszámú, 762 csapat nevezését fogadták el. Ezzel szemben a Ligakupában csak a Football League 72 tagja, és a Premier League-ben szereplő 20 csapat, összesen 92 csapat vehet részt.
A jelenlegi címvédő a Manchester United FC, miután 2024. május 25-én a döntőben, 2–1 arányban legyőzte a Manchester City FC-t.
A csapat a kupa elnyerésével automatikusan kvalifikálja magát az Európa-liga első körében. Ha a csapat Európa-liga indulást érő pozícióban végzett a szezon végén, a helyet az kapja, aki az európai szereplést érő helyekről lecsúszott.

## Formátum
A kupában az angol labdarúgás osztályainak csapatai vesznek részt. A korábbi években azonban walesi, ír és skót csapatok is részt vettek. (A glasgowi Queen’s Park például döntős volt 1884-ben és 1885-ben.) Hat walesi klub, akik jelenleg az angol labdarúgó rendszerhez tartoznak, ma is versenyeznek a kupában: Cardiff City, Swansea City, Wrexham, Merthyr Town, Newport County és Colwyn Bay.

### Alsóbb osztályú győztesek
A Football League alapítása óta a Tottenham Hotspur az egyetlen ligán kívüli csapat, aki FA-kupát nyert. A csapat akkor a Southern League tagja volt, a Football League-be csak 1908-ban nyertek felvételt. Abban az időben a Football League két, 18 csapatból álló osztályból állt; a Tottenham győzelme egy mai harmadosztályú csapat győzelméhez lenne hasonlítható. Az FA-kupa történetében csak nyolc olyan csapat nyerte meg a kupát, akik nem az élvonalban játszottak.

## Stadionok
Az FA-kupa mérkőzéseit általában a két csapat egyikének hazai pályáján játsszák. Döntetlen esetén a visszavágót az a csapat játssza otthon, aki az előző mérkőzésen idegenben játszott. A döntőt az 1920-as évektől hagyományosan a londoni Wembley Stadionban rendezték. 2002-től 2006-ig a döntőket a Wembley újjáépítése miatt Cardiffban a Millennium Stadionban játszották. Először 2007 májusában rendezték a döntőt ismét a Wembley-ben. Az 1920-as évekig használt stadionok: Kennington Oval 1872-ben és 1874–tól 1892-ig, Racecourse Ground, Derby 1886-ban, Burnden Park az 1901-es visszavágón, Bramall Lane 1912-ben, a Crystal Palace Park, 1895-től 1914-ig, Stamford Bridge 1920-tól 1922-ig, és Lillie Bridge, Fulham, 1873-ban.
Az elődöntőket semleges pályákon játsszák, ezek korábban általában azoknak a csapatoknak a stadionjai voltak, akik nem játszottak az elődöntőben. 1990 óta a következők voltak: Maine Road Manchesterben; Old Trafford ugyancsak Manchesterben; Hillsborough Sheffieldben: Highbury és Wembley Stadion Londonban, Millennium Stadion Cardiffban, és Villa Park Birminghamben. A Villa Parkot használták a legtöbb elődöntőben, összesen 55-ször tartottak benne FA-kupa elődöntőt. Az 1991-es elődöntő a Tottenham Hotspur és az Arsenal között volt az első, amit a Wembley-ben játszottak. Két évvel később, majd 1994-ben és 2000-ben is mindkét elődöntőt a Wembley-ben játszottak le. 2005-ben az elődöntőket a Millennium Stadionban tartották. A 2008-as évtől minden elődöntőt a Wembley-ben rendeznek.

## Szponzor
Az 1994–95-ös szezon óta van főszponzora az FA-kupának. Ennek ellenére a kupa nevét sosem változtatták meg, ellentétben az angol ligakupával.
Főszponzorok 1994 óta:
- 1994–1998: Littlewoods
- 1998–2002: AXA
- 2002–2006: nem volt (támogatók: Carlsberg, McDonald’s, Nationwide, Pepsi, Umbro)
- 2006–2011: E.ON
- 2011–2014: Budweiser
- 2014–2015: nem volt
- 2015–2024: Emirates
- 2024–0000: nem ismert

## Győztesek
A dőlt betűvel írt csapatok már megszűntek.
|                        | Csapat                  | Győzelmek | Legutolsó győzelem | Ezüstérmek | Legutolsó ezüstérem |
| ---------------------- | ----------------------- | --------- | ------------------ | ---------- | ------------------- |
| 1                      | Arsenal                 | 14        | 2020               | 7          | 2001                |
| 2                      | Manchester United       | 13        | 2024               | 9          | 2023                |
| 3                      | Chelsea                 | 8         | 2018               | 9          | 2022                |
| 3                      | Liverpool               | 8         | 2022               | 7          | 2012                |
| 3                      | Tottenham Hotspur       | 8         | 1991               | 1          | 1987                |
| 6                      | Manchester City         | 7         | 2023               | 7          | 2025                |
| 6                      | Aston Villa             | 7         | 1957               | 4          | 2015                |
| 8                      | Newcastle United        | 6         | 1955               | 7          | 1999                |
| 8                      | Blackburn Rovers        | 6         | 1928               | 2          | 1960                |
| 10                     | Everton                 | 5         | 1995               | 8          | 2009                |
| 10                     | West Bromwich Albion    | 5         | 1968               | 5          | 1935                |
| 10                     | Wanderers               | 5         | 1878               | 0          |                     |
| 13                     | Wolverhampton Wanderers | 4         | 1960               | 4          | 1939                |
| 13                     | Bolton Wanderers        | 4         | 1958               | 3          | 1953                |
| 13                     | Sheffield United        | 4         | 1925               | 2          | 1936                |
| 16                     | Sheffield Wednesday     | 3         | 1935               | 3          | 1993                |
| 16                     | West Ham United         | 3         | 1980               | 2          | 2006                |
| 18                     | Preston North End       | 2         | 1938               | 4          | 1964                |
| 18                     | Old Etonians            | 2         | 1882               | 3          | 1883                |
| 18                     | Sunderland              | 2         | 1973               | 3          | 1992                |
| 18                     | Portsmouth              | 2         | 2008               | 2          | 2010                |
| 18                     | Nottingham Forest       | 2         | 1959               | 1          | 1991                |
| 18                     | Bury                    | 2         | 1903               | 0          |                     |
| 24                     | Huddersfield Town       | 1         | 1922               | 4          | 1938                |
| 24                     | Leicester City          | 1         | 2021               | 4          | 1969                |
| 24                     | Royal Engineers         | 1         | 1875               | 3          | 1878                |
| 24                     | Derby County            | 1         | 1946               | 3          | 1903                |
| 24                     | Leeds United            | 1         | 1972               | 3          | 1973                |
| 24                     | Southampton             | 1         | 1976               | 3          | 2003                |
| 24                     | Oxford University       | 1         | 1874               | 3          | 1880                |
| 24                     | Burnley                 | 1         | 1914               | 2          | 1962                |
| 24                     | Blackpool               | 1         | 1953               | 2          | 1951                |
| 24                     | Crystal Palace          | 1         | 2025               | 2          | 2016                |
| 24                     | Cardiff City            | 1         | 1927               | 2          | 2008                |
| 24                     | Clapham Rovers          | 1         | 1880               | 1          | 1879                |
| 24                     | Notts County            | 1         | 1894               | 1          | 1891                |
| 24                     | Barnsley                | 1         | 1912               | 1          | 1910                |
| 24                     | Charlton                | 1         | 1947               | 1          | 1946                |
| 24                     | Old Carthusians         | 1         | 1881               | 0          |                     |
| 24                     | Blackburn Olympic       | 1         | 1883               | 0          |                     |
| 24                     | Bradford City           | 1         | 1911               | 0          |                     |
| 24                     | Ipswich Town            | 1         | 1978               | 0          |                     |
| 24                     | Coventry City           | 1         | 1987               | 0          |                     |
| 24                     | Wimbledon               | 1         | 1988               | 0          |                     |
| 24                     | Wigan Athletic          | 1         | 2013               | 0          |                     |
| 46                     |                         |           |                    |            |                     |
| Birmingham City        | 0                       |           | 2                  | 1956       |                     |
| Queen's Park           | 0                       |           | 2                  | 1885       |                     |
| Bristol City           | 0                       |           | 1                  | 1909       |                     |
| Luton Town             | 0                       |           | 1                  | 1959       |                     |
| Fulham                 | 0                       |           | 1                  | 1975       |                     |
| Queens Park Rangers    | 0                       |           | 1                  | 1982       |                     |
| Brighton & Hove Albion | 0                       |           | 1                  | 1983       |                     |
| Watford                | 0                       |           | 2                  | 2019       |                     |
| Middlesbrough          | 0                       |           | 1                  | 1997       |                     |
| Millwall               | 0                       |           | 1                  | 2004       |                     |
| Hull City              | 0                       |           | 1                  | 2014       |                     |

Magyarázat:
- A *-gal jelölt mérkőzéseken hosszabbításra volt szükség.
- új.=újrajátszás. 1999-ig döntetlen esetén megismételték a mérkőzést.
- A dőlt betűvel írt csapatok már megszűntek.
- A félkövérrel írt győztesek ugyanabban az évben angol bajnoki címet is szereztek.